# Reunion Arena
Die Reunion Arena war eine Veranstaltungshalle in der US-amerikanischen Stadt Dallas im Bundesstaat Texas. Im Juni 2008 geschlossen, begann der Abriss im April 2009 und dauerte bis in den Dezember 2009.

## Geschichte

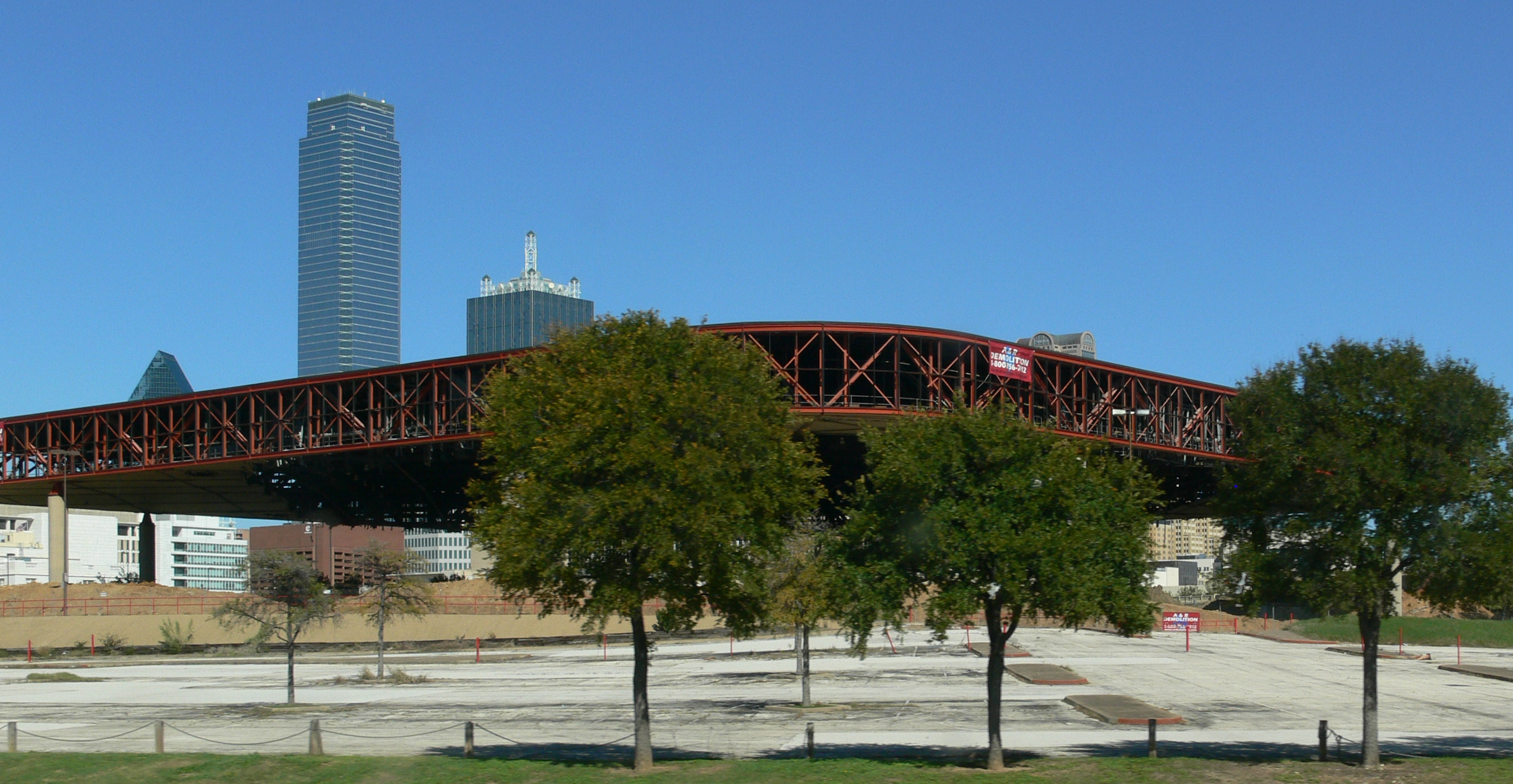
Die Reunion Arena während der Abrissarbeiten

Die Reunion Arena wurde 1980 fertiggestellt und im April eröffnet. Der Bau kostete die Stadt Dallas 27 Millionen US-Dollar. Von Anfang an bis 2001 war die Halle Heimspielort der NBA-Mannschaft der Dallas Mavericks. Das National-Hockey-League-Eishockeyteam Minnesota North Stars zog 1993 nach Dallas um und bekam den Namen Dallas Stars. Bis zum Umzug in die neue Halle 2001 war es in der Reunion Arena beheimatet. Das NASL-Indoor-Soccer-Team Dallas Tornado trat in der Saison 1980/81 in der Reunion Arena an. Von 1984 bis 2004 war die Hallenfußball-Mannschaft der Dallas Sidekicks (MISL) in der Arena ansässig. 1999 spielte die Inlinehockey-Mannschaft Dallas Stallions in der letzten Saison der Roller Hockey International (RHI) in der Sportarena. Die AFL-Mannschaft Dallas Texans blieben von 1990 bis 1993; während die Dallas Desperados (AFL) nach nur einem Jahr (2003) wieder zurück in das American Airlines Center zurückkehrten. Von 1980 bis 1989 fand das Finalturnier der World Championship Tennis (WCT) statt.
Im Jahr 1998 einigten sich die Dallas Mavericks und die Dallas Stars darauf, dass man für die veraltete Reunion Arena eine neue, moderne Mehrzweckhalle errichten müsse. Im Juli 2001 wurde das American Airlines Center eröffnet und die Reunion Arena verlor ihre beiden wichtigsten Mieter. Letztes Sportteam in der Arena waren bis 2004 die Hallenfußballer der Dallas Sidekicks. Im Jahr 2005 diente die Halle als provisorische Unterkunft für die Opfer des Hurrikans Katrina.
Nach einer einstimmigen Abstimmung im Stadtrat von Dallas entschied man die Reunion Arena zu schließen und später abzureißen. Am 30. Juni 2008 wurde die Halle offiziell geschlossen. Die Stadt plante die Arena für Filmaufnahmen zu sprengen, wenn sich jemand fände der die Kosten dafür übernähme. Da aber niemand Interesse daran zeigte, wurde die Halle mit Hilfe von Baumaschinen abgetragen. Die Stadt Dallas schloss im  Februar 2009 mit dem Abbruchunternehmen A&R Demolition einen Vertrag über den Abriss der Halle. Der Vertrag belief sich auf über 2 Millionen US-Dollar. Als letztes wurde das Dach der Sportarena abgebrochen.

## Wichtige Veranstaltungen
- 1980: The Who geben das erste und ihr einziges Konzert in der Reunion Arena.
- 1982: Konzert von Ozzy Osbourne und Randy Rhoads, der wenig später bei einem Flugzeugabsturz ums Leben kam.
- 1982: Linda Ronstadt gab das Happy Thanksgiving Day Concert, das per Satellit übertragen wurde und landesweit im Radio zu empfangen war.[6]
- 1983: Die erste ausverkaufte Wrestling-Veranstaltung  mit dem Titelkampf zwischen Harley Race und Kevin Von Erich um den NWA-World-Heavyweight-Championship-Titel sowie dem Tag-Team-Kampf Bruiser Brody und Kerry Von Erich gegen Michael P.S. Hayes und Terry Gordy.
- 1984: Nationaler Kongress der Republikanischen Partei
- 1986: NBA All-Star Game
- 1986: Final-Four-Turnier im NCAA-Männer-Basketball
- 1989: MISL All-Star Game
- 2003: Big 12 Conference Frauen-Post-Season-Basketball-Turnier
- 2003: Division-I-Final-Four-Turnier im NCAA-Frauen-Volleyball
- 2004: Big 12 Conference-Frauen-Post-Season-Basketball-Turnier
- 2006: Big 12 Conference-Frauen-Post-Season-Basketball-Turnier